# Steffi Ronau
Steffi Ronau, auch Steffi Ronau-Walter (* 25. Februar 1907 als Stefanie Rosenbaum in Breslau; † 11. Januar 1995 in Berlin), war eine deutsche Schauspielerin.

## Leben
Steffi Ronau begann ihre Karriere als Teenager beim Breslauer Rundfunk, als sie das Hannele in Gerhart Hauptmanns Hanneles Himmelfahrt sprach. Im Alter von 20 Jahren tourte sie mit einer Wanderbühne durch Ostpreußen und trat an Spielstätten in Königsberg und Elbing auf. Von 1930 bis 1932 gehörte Ronau dem Theaterensemble von Münster an. Infolge der Machtergreifung floh die jüdische Künstlerin nach Wien, wo sie mit Ernst Deutsch und Albert Bassermann auf Theatertournee ging. Anschließend kehrte Steffi Ronau nach Berlin zurück und schloss sich im Februar 1934 dem jüdischen Kabarett Uhlandseck an.
Vom hauptstädtischen Kulturbetrieb ausgeschlossen, ging Steffi Ronau im Herbst 1936 zur Jugendbühne des Jüdischen Kulturbundes, wo sie mit der Viola in Shakespeares Was ihr wollt ihren Einstand gab. Weitere Rollen erhielt sie in Die Gezierten, Komödie der Irrungen, Das Glas Wasser und Arm wie eine Kirchenmaus. 1938 verpflichtete sie der vorübergehend nach Deutschland zurückgekehrte Max Ehrlich an seine Kleinkunstbühne. Außerdem ging Ronau zeitweise zum Kulturbund Rhein-Ruhr. Mit ihrem Ehemann Werner Hinzelmann leitete sie überdies ab Ende 1938 eine eigene Puppenbühne.
Bis August 1941 spielte Steffi Ronau in Inszenierungen von Fritz Wisten und Ben Spanier, zuletzt in Franz Molnars Spiel im Schloß, der letzten Aufführung des Jüdischen Kulturbundes. Mit der Schließung sämtlicher jüdischer Kultureinrichtungen im Reich musste die Künstlerin untertauchen. In dieser Zeit der höchsten Gefährdung wurde ihre Tochter Reha geboren, eine vom Ehepaar geplante Flucht war dadurch unmöglich geworden. Bald darauf starb Steffis Ehemann Werner, und Mutter und Kind tauchten daraufhin im Januar 1943 bei einer Prostituierten unter, die beide im Keller des Hauses versteckte. 
Gleich nach der Befreiung im Mai 1945 nahm Steffi Ronau ihre Arbeit als Schauspielerin wieder auf. Im August desselben Jahres sah man sie in der Wiederaufführung von Bert Brechts und Kurt Weills Die Dreigroschenoper, einer Inszenierung von Karlheinz Martin. Bis November 1978 spielte Steffi Ronau Theater im Westen Berlins, zuletzt am Theater am Kurfürstendamm.
Steffi Ronau hat auch nach dem Krieg für den Rundfunk sowie gelegentlich als Synchronsprecherin gearbeitet. Reha Hinzelmann arbeitet als Synchronsprecherin.

## Filme (Fernsehen)
- 1965: Förster Horn
- 1966: Vater einer Tochter
- 1979: Vater einer Tochter

## Hörspiele
- 1946: Hedda Zinner: Das ist geschehen – Regie: Hedda Zinner (Berliner Rundfunk)